# Winneway
Pour les articles homonymes, voir Winneway (homonymie).
Winneway est un établissement indien de la Première Nation de Long Point, une nation Anishinaabeg, située en Abitibi-Témiscamingue au Québec (Canada).

## Toponymie
La Commission de toponymie du Québec écrit à son propos : « C'est d'abord sur la rive nord du lac des Quinze, dans le canton de Villars, au Témiscamingue, que les Algonquins fréquentant tout le secteur sont invités à participer aux activités du culte dans une mission établie par les Oblats en 1884. Celle-ci porte alors le nom de Longue-Pointe. Elle avoisine le poste de traite de la Compagnie de la Baie d'Hudson, identifié lui-même par le nom de Long Point qui restera d'ailleurs attaché au nom de la bande. Des missionnaires célèbres, les pères Nédélec et Évain, la visiteront durant leur apostolat. En 1937-1938, on construit sur la rivière Winneway, non loin de l'endroit où elle se jette dans le lac Simard, un barrage hydroélectrique pour alimenter la nouvelle ville minière de Belleterre. Sans doute quelques Algonquins s'y établissent-ils alors. En 1950, on relie le village minier de Belleterre à Laforce puis à Winneway et c'est à ce moment, à l'instigation du père Édouard Beaudet, que la mission y est déplacée et prend le nom de Winneway. Pour certains, ce toponyme signifie eaux vives, eaux rapides. D'autres en tirent la provenance de winnewash et le traduisent par baie sale ou baie aux eaux troubles ».

## Histoire
Au début des années 1920, les gens qui vivaient à Long Point abandonnent leur site d'été et déménagent plus à l'ouest parce que la construction d’un barrage sur le bassin de l'Outaouais supérieur inonde une grande partie de leur territoire. Vers 1950, la construction d’un barrage hydroélectrique alimentant la nouvelle mine à Belleterre incite quelques Algonquins à venir s'installer en permanence dans l'établissement indien de Winneway. En 1950, la construction d'un chemin reliant les villages de Belleterre à Laforce, puis à Winneway favorise les déplacements et l'émergence d'une communauté mieux organisée.
Les Algonquins ou Anishnabes sont au départ des nomades qui, lentement, se sédentarisent au milieu du XXe siècle. En effet, vers le début des années 1950, ils s'installent sur un territoire d'à peine 0,5 km², créant ainsi l'agglomération de Winneway, enclavée dans le territoire de Laforce, afin de s’y établir en permanence. Quelques années plus tard, la communauté est reconnue par le gouvernement fédéral comme un « établissement indien ». Les quelques familles qui décident de s’établir plus proches de leurs territoires de chasse ancestraux, en dehors des limites du village établi, sont considérées comme des squatters et n'ont droit à aucune subvention ou services collectifs.

## Mode de vie et croyance spirituelle
Le mode de vie des Algonquins au Témiscamingue est ajusté selon les rythmes des saisons et des produits qu'ils recherchent, aussi, le groupe se déplace selon leurs activités et selon les cycles de saisons. En été, les différentes bandes se réunissent à des endroits précis dont la Tête du lac Témiscamingue, la rivière Montréal, le lac Kipawa et la rivière Des Quinze afin d'y pêcher le poisson.
Avant l'arrivée des neiges hivernales qui empêchent la circulation, ils se séparent et se répartissent en petit groupe afin de faciliter le déplacement d’un endroit à l'autre pour chasser le gibier. Si avant les années 1830 les Anishnabes vivent de façon traditionnelle rapidement aux contacts des Blancs, ils sont attirés par les produits européens disponibles que sont les armes, des produits domestiques et ainsi qu’une certaine pratique religieuse de la culture européenne. Par contre, leurs croyances, leur mode de vie quotidien restent les mêmes parce qu’ils ont été transmis par leurs ancêtres. Ils sont heureux avec le strict nécessaire et ils ne demandent pas plus. Leurs maisons sont faites à partir d’écorce de bouleau et elles sont faciles à déplacer là où il a de la nourriture. Ils se couchent souvent à la belle étoile et même en cas de pluie ils prennent de l'écorce de bouleau. Les Anishnabes ont des chamans et des jongleurs qui agissent d’intermédiaire entre le Grand Manitou et les humains. Le chaman est un sorcier et un guérisseur alors que le jongleur, qui médite pour entrer en contact avec les esprits, est consulté par les Anishnabes pour diverses questions spirituelles et personnelles. Les Anishnabes croient que tous les êtres vivants, humains comme animaux, possèdent une âme. Cette croyance a des répercussions sur leurs activités quotidiennes notamment pour la chasse et la pêche. Ils pratiquent des cérémonies dans l'unique but de favoriser une bonne saison de pêche et de chasse et souvent pour calmer les éléments de la nature ou même par respect de la nature.

## Vision de l'univers
Leur pensée mythique est basée sur l'individu qui fait partie de la nature au même titre que les animaux, l’eau et le tonnerre. La religion fait partie de leur quotidien et la croyance spirituelle est très importante. Elle donne un sens à leur existence et ils la situent dans le cosmos. Dans leur tribu, le chaman, une sorte de grand prêtre, est un individu ayant des pouvoirs surnaturels, soit par un don des esprits, soit par un rêve ou lors d’un jeûne. Ses pouvoirs multiples peuvent guérir autant les malaises somatiques que les troubles psychiques et même, interpréter des rêves. Les algonquins conçoivent la mort comme un voyage dont il faut préparer avec soin. Lorsqu'une personne meurt, on dépose tous ses biens là où elle est enterrée parce qu'il en aura besoin dans le monde de l'au-delà.

## Traite des fourrures
L'intégration du commerce des fourrures se fait lentement. Les Anishnabes ne se lancèrent pas du jour au lendemain dans la pratique commerciale. Pour la majorité, la subsistance vient en premier et ensuite la chasse commerciale, ce qui fait que lors d'une saison de pénurie, il ne se fait aucune chasse commerciale. Au fil des ans, les chasseurs s’échangent des peaux de fourrure pour satisfaire leur besoin. Certains travaillent au poste de traite, mais aussitôt que la saison d'hiver arrive, ils partent chasser les animaux à fourrure sur leur territoire ancestraux. Ils s'intègrent facilement au commerce de fourrure et deviennent de plus en plus dépendants des produits européens, tels que les couvertures, les chaudrons et les fusils. Lorsqu'il y a une épidémie ou une longue période de disette, les Anishnabes deviennent plus dépendants aux produits disponibles au poste de traite pour assurer leur survie et alors, les Européens accroissent leur pouvoir sur eux.
Ce poste servait à intercepter les Anishnabes du Témiscamingue et de l'Abitibi qui se rendaient jusqu'à la baie d'Hudson pour vendre leur fourrure aux Anglais. En effet, depuis que Radisson et Des Groseilliers travaillent pour le compte des Anglais, la compagnie de la baie d'Hudson commençait à exploiter le commerce des fourrures dans la région.

## Démographie
| 2001 | 2006 | 2011 | 2016 |
| ---- | ---- | ---- | ---- |
| 158  | 185  | 219  | 104  |